# كأس يوغوسلافيا 1977–78
كأس يوغوسلافيا 1977–78 هو الموسم 30 من كأس يوغوسلافيا. أشرف على تنظيمه اتحاد صربيا لكرة القدم، وفاز فيه نادي رييكا.